# Première République (Grèce)
Pour les articles homonymes, voir Première République et République hellénique.
Pour un article plus général, voir Histoire de la Grèce aux XIXe et XXe siècles.
1822–1832
Entités précédentes :
- Empire ottoman (pachalik de l'Archipel)

Entités suivantes :
- Royaume de Grèce

La Première République de Grèce (en grec : Αʹ Ελληνική Δημοκρατία) est un terme historiographique pour le régime politique en vigueur de 1822 à 1832, créé pendant la guerre d'indépendance grecque. Bien que proclamée en 1822, la république ne fut officiellement reconnue qu'en 1828. L'expression « Première République hellénique » ne se trouve pas dans les sources grecques mais a été adoptée par l'historiographie pour établir un lien avec la Deuxième et la Troisième République hellénique. Le nom officiel était Administration provisoire de Grèce (Προσωρινὴ Διοίκησις τῆς Ἑλλάδος) entre 1822 et 1828, et État hellénique (Ἑλληνικὴ Πολιτεία) entre 1828 et l'établissement du royaume de Grèce en 1832.
Aux premiers moments de l'insurrection de 1821, diverses régions avaient élu leurs propres conseils qui furent chapeautés au début 1822 par une administration centrale, lors de  la Première Assemblée nationale d'Épidaure au cours de laquelle fut adoptée la Constitution grecque, marquant la naissance de l'État grec moderne. Les trois gouvernements régionaux furent abolis l'année suivante au cours de l'Assemblée nationale d'Astros.
Le nouvel État ne fut cependant pas reconnu par les grandes puissances de l'époque et, après des succès initiaux, les insurgés grecs furent menacés d'effondrement, pour des causes à la fois intérieures (en raison des guerres civiles) et extérieures (avec les victoires de l'armée turco-égyptienne d'Ibrahim Pacha).
Toutefois, en 1827, les grandes puissances se mirent d'accord pour la formation d'un État grec autonome sous suzeraineté ottomane, comme stipulé dans le Traité de Londres. L'Empire ottoman refusa d'accepter ces termes, ce qui conduisit à la Bataille de Navarin qui assura à la Grèce une indépendance complète.
En 1827, l'Assemblée nationale de Trézène créa l'État hellénique (Ἑλληνικὴ Πολιτεία), et choisit comme gouverneur le comte Ioannis Kapodistrias, raison pour laquelle l'État est souvent appelé Gouvernorat. Après son arrivée en Grèce en janvier 1828, Kapodistrias essaya de créer un État fonctionnel et de réparer les problèmes d'un pays ravagé par la guerre, mais il fut vite impliqué dans des conflits avec de puissants magnats locaux et des chefs de clan, ce qui conduisit à son assassinat par des rivaux politiques en 1831, replongeant le pays dans la guerre civile. Il fut remplacé par son frère Augustinos mais celui-ci fut contraint de démissionner au bout de six mois. Une fois de plus, les trois « puissances protectrices » (Grande-Bretagne, France et Russie) intervinrent en faisant de la Grèce un royaume lors de la Conférence de Londres de 1832, avec l'élection du prince bavarois Othon de Wittelsbach comme roi.

## Chefs d'État
- Ioannis Kapodistrias : 24 janvier 1828 - 9 octobre 1831
- Augustinos Kapodistrias : 9 octobre 1831 - 9 avril 1832
- Commission Gouvernementale : 9 avril 1832 - 2 février 1833